# Gianfranco Jannuzzo
Gianfranco Jannuzzo, talvolta indicato come Iannuzzo (Agrigento, 7 dicembre 1954), è un attore teatrale e commediografo italiano, attivo anche in cinema e televisione.

## Biografia
Nato ad Agrigento nel 1954. A dodici anni si trasferisce con la famiglia a Roma. Cominciati gli studi universitari, frequenta il Laboratorio di esercitazioni sceniche, diretto da Gigi Proietti. Diplomatosi nel 1982, partecipa ai varietà televisivi della Rai Attore amore mio e Come Alice, per la regia di Antonello Falqui. E sempre per la stessa regia, partecipa alle commedie musicali Applause. Ha partecipato come ospite ad alcune trasmissioni televisive di Paolo Limiti e nel varietà di Antonio Amurri e Dino Verde, Carnevale, presentato con Edwige Fenech, per la regia di Furio Angiolella, di cui è stato anche autore. Nel 1988 gli è stato assegnato il premio Il Fiore. Successivamente è stato per due volte insignito del Premio Charlot e La Giara D'Argento.

### Vita privata
È stato sposato dal 1989 con la politica e conduttrice televisiva Gabriella Carlucci, dalla quale si è poi separato. Si è risposato nel 1998 con l'ex modella Ombretta Cantarelli.

## Teatro
- Tito Andronico di William Shakespeare insieme con Turi Ferro per la regia di Gabriele Lavia (1982-1983)
- Come mi piace, di e con Gigi Proietti (1983-1984)
- La Venexiana, di anonimo del Cinquecento, regia di Maurizio Scaparro (1984-1985 e 1985-1986)
- Bagna & asciuga, testo proprio, regia di Pino Quartullo (1987)
- C'è un uomo in mezzo al mare, testo proprio, regia di Pino Quartullo (1987-1988 e 1988-1989)
- Gli attori lo fanno sempre, di Terzoli e Vaime, regia di Pietro Garinei (1989-1990 e 1990-1991)
- Foto di gruppo con gatto, di Vaime e Fiastri, regia di Pietro Garinei (1991-1992 e 1992-1993)
- Se un bel giorno all'improvviso, di Iaia Fiastri ed Enrico Vaime regia di Pietro Garinei (1993-1994 e 1994-1995)
- Alle volte basta un niente, di Enrico Vaime in collaborazione con lo stesso Jannuzzo, regia di Pietro Garinei (1995-1996 e 1996-1997)
- Due ore sole ti vorrei, commedia con musiche scritta da Vaime e Verde, regia di Pietro Garinei (1998-1999 e 1999-2000)
- Se devi dire una bugia dilla grossa, di Ray Cooney, regia di Pietro Garinei (2000-2001 e 2001-2002)
- Alla stessa ora il prossimo anno di Bernard Slade, regia di Patrick Rossi Gastaldi. Teatro Sistina di Roma (2001)
- È molto meglio in due, di Iaia Fiastri, ed Enrico Vaime, coreografie di Gino Landi e regia di Pietro Garinei (2002-2003)
- Nord & sud, one-man-show scritto con Renzino Barbera, regia di Pino Quartullo (2003-2004 e 2004-2005)
- Liolà di Luigi Pirandello, regia di Gigi Proietti (2006-2007)
- Il divo Garry di Noël Coward, regia di Francesco Macedonio (2007-2008 e 2008-2009)
- Girgenti, amore mio, di Gianfranco Jannuzzo e Angelo Callipo, regia di Pino Quartullo (2009-2010 e 2010-2011)
- Cercasi tenore di Ken Ludwig, regia di Giancarlo Zanetti (2011-2012 e 2012-2013)
- Lei è ricca, la sposo e... l'ammazzo, regia di Patrick Rossi Gastaldi (2014- 2015 e 2015-2016)
- Il berretto a sonagli di Luigi Pirandello, regia di Francesco Bellomo, Teatro Sala Umberto di Roma (2016)
- Alla faccia vostra di Pierre Chesnot, regia di Patrick Rossi Gastaldi (2016-2017)

## Filmografia

### Cinema
- Ti presento un'amica, regia di Francesco Massaro (1987)
- Vanille fraise (1989)
- Bugie rosse, regia di Pierfrancesco Campanella (1993)
- Locride, Calabria (2000)
- Tornare indietro, regia di Renzo Badolisani (2002)
- Il papà di Giovanna, regia di Pupi Avati (2008)
- Io ricordo (2008)
- Box Office 3D - Il film dei film, regia di Ezio Greggio (2011)

### Televisione
- Ti ho adottato per simpatia (1991)
- Il capo dei capi – miniserie televisiva (2007)
- Non ho l'età 2 – miniserie televisiva (2012)
- Con il sole negli occhi – film TV (2014)
- Romanzo siciliano – miniserie televisiva, 6 episodi (2016)

## Doppiaggio
- John Ventimiglia in Mickey occhi blu
- Don Castoro in Il dottor Dolittle 2